# Thienemanniella sphagnorum
Thienemanniella sphagnorum är en tvåvingeart som först beskrevs av Jean-Jacques Kieffer 1929.  Thienemanniella sphagnorum ingår i släktet Thienemanniella och familjen fjädermyggor. Inga underarter finns listade i Catalogue of Life.